# Hull-Volant de Gatineau
Le Hull-Volant Jr Élite de Gatineau était une équipe de baseball située à Gatineau, au Québec, évoluant pour la ligue de baseball junior élite du Québec (LBJEQ). L'équipe fut fondée en 2012 à Hull et disparue en 2018. Leur domicile se trouve au parc Sanscartier à Gatineau.

## Histoire
À ses débuts en 1932, le Hull-Volant fut une équipe de rugby. L'année suivante, le Hull-Volant reçoit ses lettres patentes officielles. Toujours inchangé depuis, la légende maintient que c'est Paul Carisse qui conçoit alors l'emblème du Hull-Volant. En 1935, le Hull-Volant inscrit sa première équipe de hockey dans la Ligue du District de Hull et écrit ainsi une page d'histoire inoubliable dans les annales de la région de l'Outaouais.
Toujours en 1935, le Hull-Volant élargit encore le cadre de ses activités et fait également sa marque au baseball. Déjà, à sa première saison, le Hull-Volant remporte son premier titre en triomphant de l'équipe de Wrightville, pour remporter le championnat de la Ligue de baseball. On a une meilleure idée de l'enthousiasme générée par le baseball à Hull quand on estime que 3 500 personnes suivent le défilé d'ouverture de la Ligue de baseball de Hull, l'année suivante.
En 2012, cette équipe arrive dans la catégorie junior élite et devient l'équipe officiel de la ville de Gatineau dans la LBJEQ. Le 19 novembre 2018, l'organisation annonce la fin de la franchise pour ensuite rebâtir une nouvelle équipe qui sera nommé les Tyrans Jr Élite de Gatineau.

## Alignement
Note : 
À jour en date du 19 juillet 2018
| L'équipe | L'équipe          | L'équipe                   | L'équipe          | L'équipe        |
| Numéro   | Origine           | Joueur                     | Lieu de naissance | Poste           |
| -------- | ----------------- | -------------------------- | ----------------- | --------------- |
| N/D      | Drapeau du Québec | Marcel-Maxime Lacasse      | Gatineau, Québec  | Lanceur         |
| N/D      | Drapeau du Québec | Alexis Lavergne            | Gatineau, Québec  | Lanceur         |
| 18       | Drapeau du Québec | Francis Krakana            | Gatineau, Québec  | Lanceur         |
| 19       | Drapeau du Québec | Matthew Brues              | N/D               | Lanceur         |
| 27       | Drapeau du Québec | Jonathan Lamarche Kovack   | N/D               | Lanceur         |
| 28       | Drapeau du Québec | Nathan Bérubé              | N/D               | Lanceur         |
| 33       | Drapeau du Québec | Maxime Joseph Portera      | N/D               | Lanceur         |
| 44       | Drapeau du Québec | Zakary Gignac              | Gatineau, Québec  | Lanceur         |
| 66       | Drapeau du Québec | Pierre-Olivier Avoine      | N/D               | Lanceur         |
| 11       | -                 | Gérald Lanoix              | Gatineau, Québec  | Champ intérieur |
| 2        | Drapeau du Québec | Maxime Adam                | N/D               | Voltigeur       |
| 17       | Drapeau du Québec | Alexandre Sabourin         | Gatineau, Québec  | Voltigeur       |
| 25       | Drapeau du Québec | Alexis Leblanc             | N/D               | Voltigeur       |
| 55       | Drapeau du Québec | Maxime Courchesne          | Gatineau, Québec  | Voltigeur       |
| 58       | Drapeau du Québec | Tyler Charette             | N/D               | Voltigeur       |
| 4        | Drapeau du Québec | Rémi Patry                 | N/D               | Champ intérieur |
| 21       | Drapeau du Québec | Samuel Morrisette Portera  | N/D               | Champ intérieur |
| 76       | Drapeau du Québec | Alexis Cadieux             | Gatineau, Québec  | Champ intérieur |
| N/D      | Drapeau du Québec | Maxime Joseph              | N/D               | Joueur          |
| 31       | Drapeau du Québec | Danick Roussel             | N/D               | Joueur          |
| 32       | Drapeau du Québec | Manuel Laflamme            | Gatineau, Québec  | Joueur          |
| 66       | Drapeau du Québec | Samuel Lemieux-Morrissette | Gatineau, Québec  | Joueur          |

## Personnels
- Gérant (entraîneur) : Mathieu Joly
- Entraîneurs-adjoints : Kosta Alivitaros, Guillaume Martel et Claude Roussel
- Président : Marco Daigle
- Directeur gérant administration : Marco Allain
- Vice-président : Richard Murray
- Vice-président Opérations : Marco Paquet
- Terrain : Sylvain Carle et Paul Jeanvenne
- Terrain/Logistique : Michel Hubert
- Trésorier : Jean Hotte
- Webmarqueur : Denis Viau
- Webmaster : Pierre Coll